# Maria Schneider (músic)
Maria Schneider   (Windom, 27 de novembre de 1960) és una compositora i directora d'orquestra de jazz estatunidenca que ha guanyat múltiples premis Grammy. Está considerada com una de les noves veus més dinàmiques del jazz. "Té un domini meravellós de l'orquestra com a instrument", diu Jon Faddis, director de la Carnegie Hall Jazz Band.

## Biografia
Tocava el piano, el clarinet i el violí abans d'estudiar Teoria de la Música i Composició a la Universitat de Minnesotta, on es va graduar l'any 1983. Va començar llavors, l'any 1985 un Màster de música a la Eastman School of Music. Un vegada acabada la seva estada a Eastman, Gil Evans l'acull com a arreglista aprenent, col·laborant amb ell durant els següents set anys, realitzant a més, arranjaments per a Sting i algunes Bandes sonores com El color dels diners i Absolute Beginners. Abans de convertir-se en una de les compositores i directores de la seva generació, Schneider va rebre una beca per estudiar amb Bob Brookmeyer, des de 1986 fins al 1991, mentre traballava com a arreglista Freelance a la ciutat de Nova York.
El 1988, Schneider va formar la seva primera banda en col·laboració amb el trombonista de jazz John Fedchock, que aleshores era el set marit, realitzant les primeres audicions al club Visiones de Greenwich Village. Tant el grup com el matrimoni, es va dissoldre i llavors va ser quan l'any 1992, funda la Maria Schneider Jazz Orchestra, apareixent setmanalment al club Visiones durant cinc anys. La seva big band ha actuat a un gran nombre de festivals i ha realitzat gires per Europa. Schneider va ser una de les primeres artistes en utilitzar ArtistShare per a produir un álbum. Va ser la primera persona en obtenir una nominació pels Premis Grammy amb un àlbum distribuit exclusivament a través d'internet. El seu àlbum de 2007, Sky Blue, també va ser publicat a través d'ArtistShare, una plataforma de micromecenatge que ha obtingut 33 nominacions als Premis Grammy i n'ha guanyat 11 des del 2003.
A part de les seves obres orquestrals de jazz, l'àlbum Winter Morning Walks (2013) en col·laboració amb la soprano Dawn Upshaw, l'orquestra de cambra Saint Paul de Minnesota, la Australian Chamber Orchestra, el baixista Jay Anderson, el pianista Frank Kimbrough i el multi-instrumentista Scott Robinson, li va valer el Grammy a la Millor Composició Clàssica Contemporània.

## Defensa dels drets d'autor
Schneider ha estat una defensora dels drets laborals dels músics i la protecció dels drets d'autor. Ha testificat davant dels Congres dels Estats Units i ha participat com a convidada en diverses taules rodones organitzades per l'Oficina de drets d'autor dels Estats Units. Schneider s'ha manifestat públicament en contra de You Tube i d'altres plataformes de música a la xarxa. Ha publicat diverses cartes obertes i articles sobre aquests temes.

## Premis
- Grammy al Millor Album par Gran Ensamble de Jazz, Concert in the Garden, 2004.
- Album de jazz del any, Compositora de l'any, Arranjadora de l'any, Gran conjunt de jazz de l'any, Associació de Periodistes de Jazz, 2005[14]
- Millor Compositora, Millor Arranjadora, Millor Big Band, DownBeat magazine Annual Critics' Poll, 2006–2012; 2016.
- Grammy a la millor composición instrumental, Cerulean Skies, 2007.
- Grammy a la Millor Composició Clàssica Contemporània, Winter Morning Walks, 2013.

- Grammy al Millor Album par Gran Ensamble de Jazz, The Thompson Fields, 2015.
- 2019 NEA Jazz Masters Fellowship.
- Concert in the Garden va ser introduït a la National Recording Registry el 2019[15][16]
- Grammy a la Millor Composición Instrumental, Sputnik, 2020.
- Grammy al Millor Album par Gran Ensamble de Jazz, Data Lords, 2020.
- Finalista del Pulitzer Prize in Music per a Data Lords, 2021[17]

## Discografia
- Evanescence (Enja, 1994)
- Coming About (Enja, 1996)
- Days of Wine and Roses - Live at the Jazz Standard (ArtistShare, 2000 [limited edition], 2005 [regular release])
- Allégresse (Enja, 2000)
- Concert in the Garden (ArtistShare, 2004)
- Sky Blue (ArtistShare, 2007)
- Winter Morning Walks (ArtistShare, 2013)
- The Thompson Fields (ArtistShare, 2015)
- Data Lords (ArtistShare, 2020)

## Literatura
- Gary Giddins: Weather Bird: Jazz on the Dawn of its Second Century. Oxford University Press, Oxford usw. 2004, ISBN 0-19-530449-7.